# Arronville
Arronville is een dorp in Frankrijk. Het ligt op 39 km ten noorden van het centrum van Parijs in het parc naturel régional du Vexin français.
Het kasteel van Balincourt staat in Arronville. Koning Leopold II van België kocht het voor zijn maîtresse Blanche Delacroix.

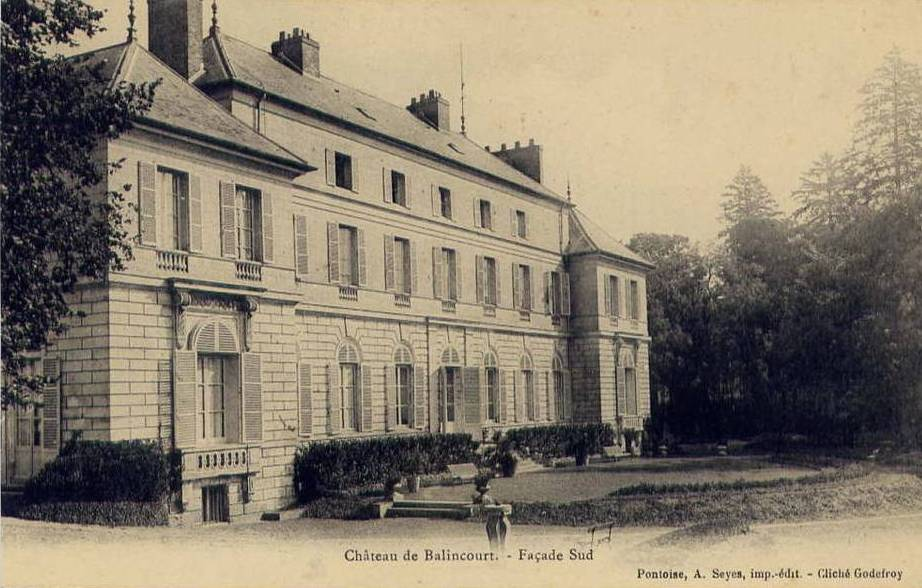
Het kasteel in de tijd van Leopold

## Kaart
De onderstaande kaart toont de ligging van Arronville met de belangrijkste infrastructuur en aangrenzende gemeenten.

## Demografie
Onderstaande figuur toont het verloop van het inwonertal, bron: INSEE-tellingen. 

## Websites
- (fr)  Statistische informatie op de website van INSEE

1. ↑  Populations de référence 2022.